# Alexander Borgstedt
Carl Johan Alexander Borgstedt, född 11 juni 1986 i Göteborg, är en svensk tidigare handbollsspelare (vänsternia).

## Karriär
Alexander Borgstedt började spela handboll i Västra Frölunda IF i Göteborg men gick 2004(?)  till Redbergslids IK, där han tillhörde det mycket duktiga laget födda 1986 som vann JSM 2005. Han började spela i junior- och ungdomslandslag och var med och tog U21-VM-guld 2007. 
2008 lånades han ut till HK Aranäs för att få mer speltid och gick sedan över till klubben. Han spelade för Aranäs under åren 2008–2012, först i allsvenskan och sedan från säsongen 2010-2011 i elitserien, Då klubben gick upp i högsta serien var Borgstedt en av nyckelspelarna.
2012 fick han ett tvåårskontrakt med Alingsås HK, där han var med och tog SM-guld 2014. Trots att han var mycket bra och blev matchhjälte i slutspelet fick han inte förlängt kontrakt med Alingsås.
Från 2014 till 2020 spelade han för Ystads IF, men var ofta skadedrabbad. Efter sex säsonger i Ystad IF hade han gjort 14 säsonger i högsta ligan. Han avslutade som lagkapten i Ystad IF.

## U-Landslagskarriär
Alexander Borgstedt spelade i juniorlandslaget  men bara 8 matcher med 8 gjorda mål. Han blev sedan mera ordinarie i U21 landslaget och var med och tog hem VM-guldet 2007. Det är hans främsta internationella merit. Sammanlagt spelade Borgstedt 18 matcher med 31 gjorda mål. Alexander Borgstedt har aldrig spelat i A-landslaget.